# Estádio 1.º de Maio (São Bernardo do Campo)
O Estádio Municipal 1.º de Maio, também chamado ocasionalmente de Primeirão, é um estádio de futebol brasileiro da cidade de São Bernardo do Campo, na região do ABC Paulista, localizado no Jardim Olavo Bilac, na área central da cidade. Atualmente é a casa e posse do São Bernardo Futebol Clube via concessão e é alugado pelo Esporte Clube São Bernardo para sediar seus jogos; anteriormente também foi sede das partidas do licenciado Palestra de São Bernardo. Originalmente o estádio contava com 16.000 lugares mas por questões de segurança atualmente está apto para receber 12.578 torcedores em sua área de mais de 7.000 m².
Dentre as principais competições esportivas já recebidas pelo estádio, estão o Campeonato Paulista Série A1, Copa do Brasil e Copa São Paulo de Futebol Júnior, além de duas partidas do Santos Futebol Clube pelo Campeonato Brasileiro (uma em 1996 e outra em 2014). Atualmente o Primeirão, em seu calendário anual, recebe as partidas do Paulistão A1 e do Campeonato Brasileiro Série C com o São Bernardo FC, e jogos do Paulista A3 com o EC São Bernardo.
O estádio ficou conhecido nacionalmente pelas greves dos trabalhadores que reivindicaram melhores salários na década de 80, com a liderança do então sindicalista e futuro presidente Luiz Inácio Lula da Silva.

## História

### Construção
Idealizado e construído originalmente pela Fiação e Tecelagem Elni (que funcionava nos edifícios atualmente ocupados pelo Poupatempo de São Bernardo do Campo), foi inaugurado nos anos 50, apenas como campo de futebol e pista de atletismo para uso dos funcionários da mesma empresa. Com a falência da tecelagem, a Prefeitura de São Bernardo do Campo assume todo o espaço, transformando-o, já em 1964, em "Estádio Distrital de Vila Euclides".
Em 1968, são concluídas as obras das primeiras arquibancadas que o estádio possuiu, além de seu sistema de iluminação. Ainda com dimensões modestas, também em 1968 é inaugurado o renomeado Estádio Arthur da Costa e Silva. A inauguração oficial ocorre em 20 de agosto do mesmo ano, aniversário de São Bernardo do Campo. Na ocasião, um combinado representando a Seleção de São Bernardo do Campo joga a partida inaugural contra o Santos Futebol Clube, onde a equipe praiana derrotou os são-bernardenses por dois gols a zero.
Um mês após sua inauguração (8 a 14 de setembro de 1968), o estádio, que na época contava com pista de atletismo, recebeu o Campeonato Sulamericano Juvenil de Atletismo, cuja sede foi São Bernardo do Campo.
Em 1974 o Palestra de São Bernardo, que iniciava uma década vitoriosa no amador de São Bernardo do Campo, recebeu para um amistoso o Santos Futebol Clube, contando com Pelé em seu elenco. Uma das maiores lotações que o estádio teve até então. A partida foi disputada no dia 9 de janeiro de 1974, e a equipe santista venceu por 4 a 0.
Em 1980, por decreto do então prefeito de São Bernardo do Campo, Antonio Tito Costa, o estádio passa a se chamar "1.º de Maio", em homenagem aos trabalhadores e ao movimento sindical de fins dos anos 70, início dos anos 80.
Em 1989 se iniciam as obras de reformulação e de ampliação do estádio, que tinham por objetivo dotá-lo de maior capacidade e estrutura. A intenção era de tornar o estádio o principal da cidade, posto na época ocupado pelo improvisado Baetão. As obras se arrastaram em um ritmo muito lento até 1996, quando a Prefeitura resolve entregar o estádio ainda incompleto. Duas partidas reabriram o estádio: um amistoso entre EC São Bernardo e São Paulo FC, e a partida do Campeonato Brasileiro, ocorrida no dia 29 de setembro de 1996, onde o Santos foi derrotado pelo Internacional, por 2 x 1. Ao final do jogo, sobraram críticas dos dirigentes de ambas as equipes, que reclamavam de um estádio inacabado e sem a menor condição de receber a partida.

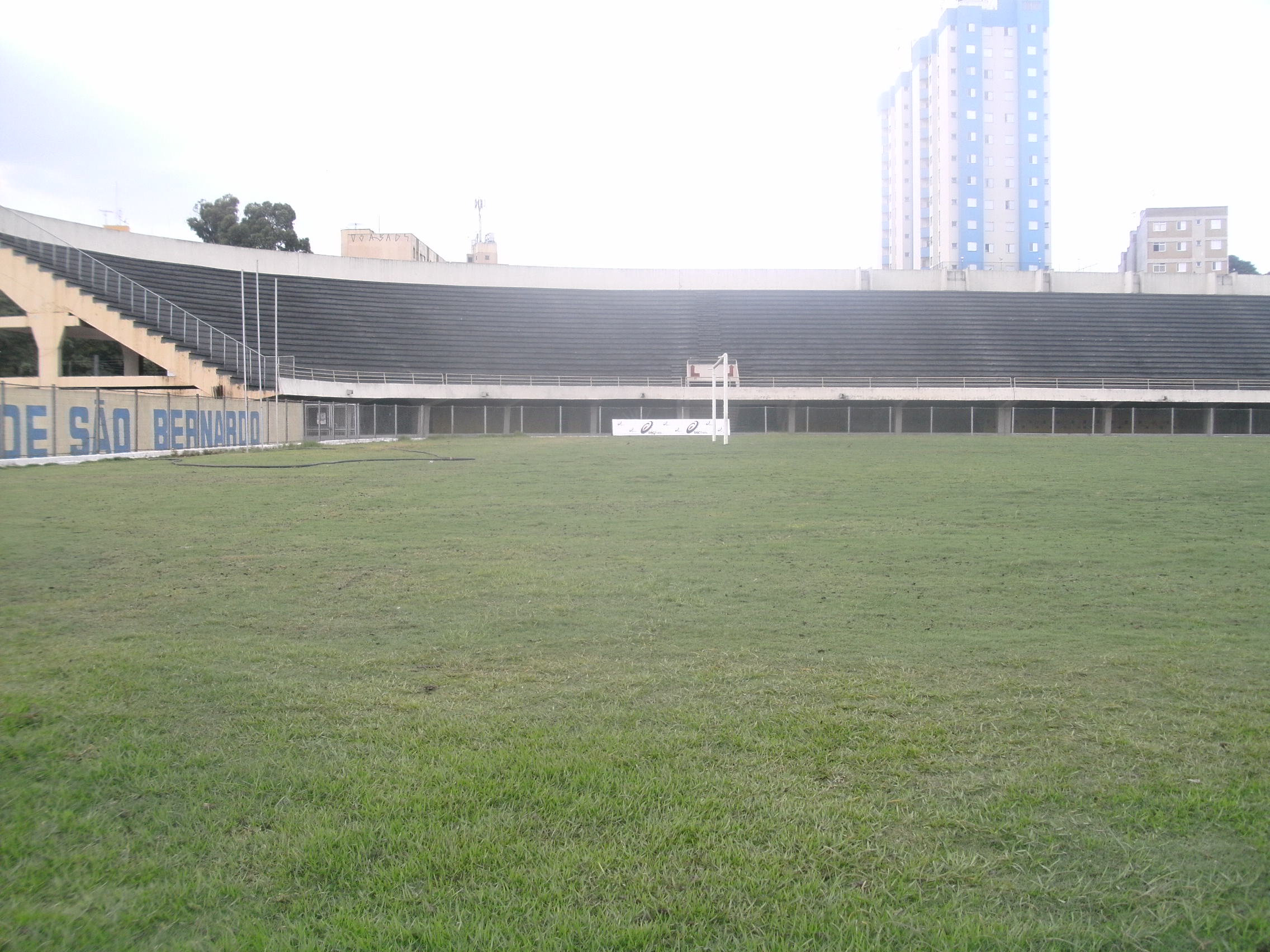
Estádio Primeiro de Maio antes da sua remodelação entre 2010 e 2011

Tanto em 1968 quanto em 1989-96, os dois clubes da cidade a época, Palestra de São Bernardo e Esporte Clube São Bernardo participaram ativamente da comissão de obras do estádio, convidados pela Prefeitura Municipal e pela Secretaria de Esportes.

### Grande reforma e remodelação
Entre 2010 e 2011 o estádio passou por sua primeira grande obra de remodelação, que reconstruíram o setor das numeradas e o dotaram de iluminação e sistema de drenagem. A reformulação foi financiada por verba do Ministério das Cidades e do Ministério do Turismo, em parceria com a Prefeitura do Município de São Bernardo do Campo. A reinauguração ocorreu em 15 de janeiro de 2011, em partida do São Bernardo diante do Grêmio Prudente na primeira rodada do Paulistão de 2011, a primeira partida da equipe na elite do estadual local e terminou com a vitória por 3 x 1. A segunda partida em casa da campanha foi contra o Corinthians em 30 de janeiro, terminando em um empate de 2 x 2, esse jogo marcou o recorde de público do estádio, com a presença de 15.159 torcedores pagantes, embora há quem especule números oficiais na cada dos 20.000 presentes.

### Jogos de título
O estádio foi palco de três dos quatro títulos profissionais conquistados em âmbito estadual pelo São Bernardo FC. O primeiro foi o do Campeonato Paulista da Série A-2 de 2012, após empate com o União Barbarense. O segundo veio no ano seguinte, quando o time conquistou a Copa Paulista derrotando o Grêmio Audax nos pênaltis. O estádio voltou a receber uma decisão de título em 2021, novamente pela Série A-2 do Campeonato Paulista, quando o São Bernardo FC enfrentou o Água Santa. O primeiro jogo, realizado no Estádio 1º de Maio, terminou sem gols, enquanto o jogo de volta, realizado no Estádio do Canindé, em São Paulo, terminou em 2 x 2, com o São Bernardo FC sendo campeão por 4 x 3 na disputa por pênaltis. No mesmo ano, o estádio recebeu outra decisão: a partida de volta da final da Copa Paulista. E novamente o Bernô foi campeão, após devolver o placar de 2 x 0 sofrido pelo Botafogo de Ribeirão Preto na ida, sagrando-se vitorioso nos pênaltis ao bater o adversário por 5 x 4 e conquistando o torneio pela segunda vez em sua história.

### Prefeitura reintegra posse do estádio

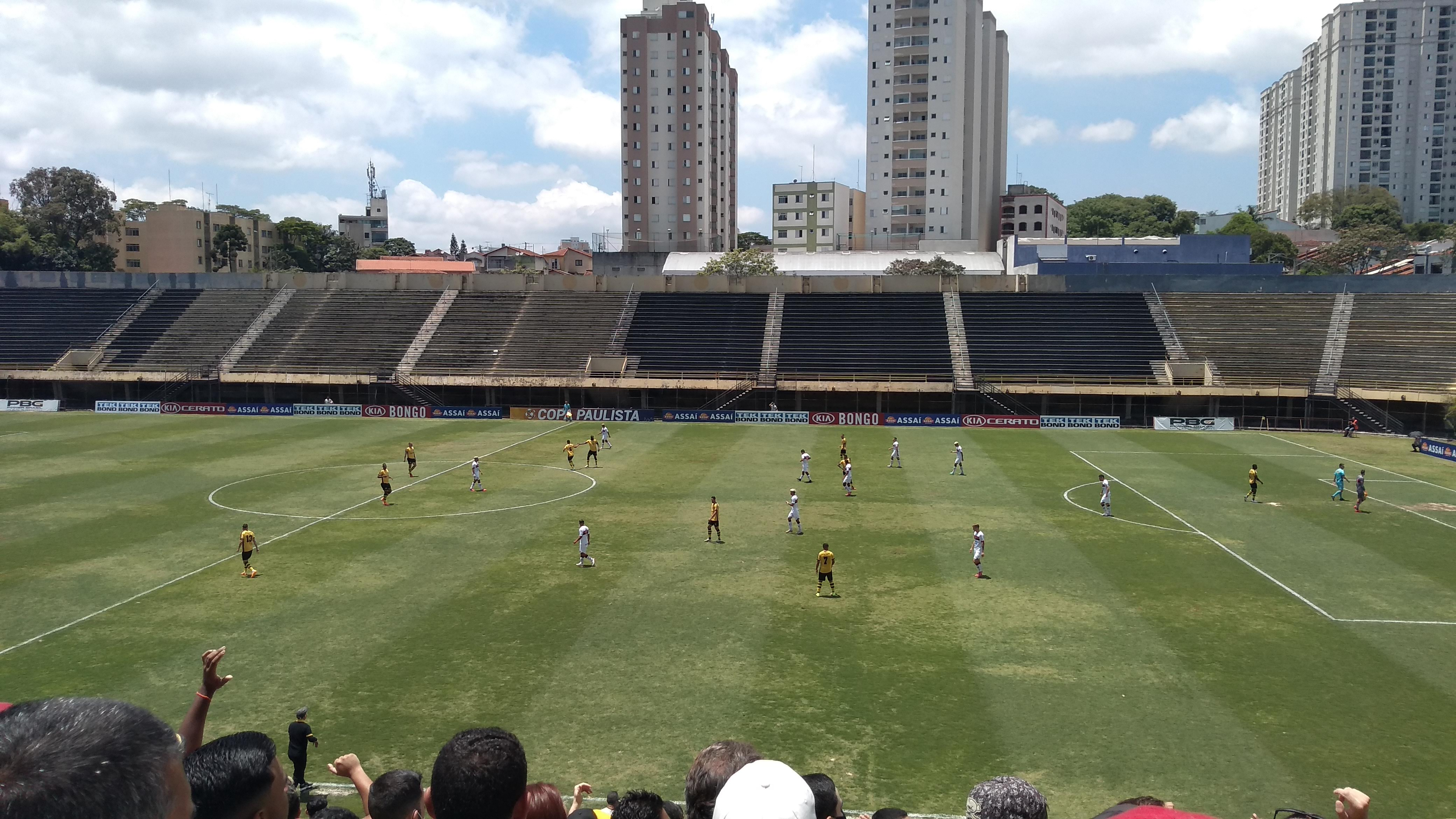
Decisão da Copa Paulista de 2021 no estádio

Em julho de 2019, o então prefeito de São Bernardo do Campo, Orlando Morando (PSDB), moveu uma ação para retirar os times profissionais da cidade do estádio. Embora o próprio São Bernardo FC já fosse o responsável por manter o estádio em boas condições financiando gastos com o gramado e outras manutenções, a prefeitura optou por 'expulsar' o clube do local. Não foram divulgados os motivos dessa ação, e o que se sabia, a princípio, era que o estádio poderia ser destinado à liga amadora da cidade, presidida pelo pai do então vice-prefeito do município, Marcelo Lima.

## Concessão
Em janeiro de 2020, a prefeitura do município abriu edital para concessão do estádio, após aprovar projeto de lei da Câmara Municipal que autorizava concessão do espaço pela prefeitura à iniciativa privada por até 30 anos. Segundo informações, o prefeito Orlando Morando acolheria envelopes com propostas até o dia 4 de março, mas foi adiado para 2021 por conta da pandemia da Covid-19. Já na última semana de 2021, a prefeitura publicou um edital sobre as propostas para a concessão do estádio que saiu em 2022. E o único interessado a administrar o estádio foi o São Bernardo FC.
O desfecho dessa concessão ocorreu em fevereiro de 2022, quando o prefeito Orlando Morando se reuniu com o dono do São Bernardo FC, Roberto Graziano, para a assinatura da concessão do estádio por 10 anos para o aurinegro (podendo ser renovada por mais 5 anos). A partir deste ano, o clube recebeu o direito de realizar qualquer tipo de intervenção do equipamento esportivo a fim de explorar da forma que for desejada. Apesar da exclusividade, os jogos do EC São Bernardo e as finais da várzea irão continuar a ser realizadas no principal campo do município.

## Origem do nome
O nome do estádio homenageia o Dia Internacional do Trabalho, já que o estádio foi palco dos primeiros movimentos grevistas desde a instauração da ditadura civil-militar no Brasil. Proibidos de fazer greve e com o Sindicato dos Metalúrgicos do ABC sob intervenção governamental, em 1979 e 1980 os operários de São Bernardo do Campo usam o estádio como palco de suas assembleias. Na ocasião, desponta o líder sindical Luiz Inácio Lula da Silva. O nome "Estádio Municipal 1.º de Maio" substituiu o antigo, Arthur da Costa e Silva em 1980, por decreto do então Prefeito Municipal, Antonio Tito Costa.
Apesar de oficialmente nomeado como "Arthur da Costa e Silva" entre 1968 e 1980, o estádio sempre foi conhecido popularmente por seu nome original, Vila Euclides, nome do bairro ao lado da onde se encontra, nas proximidades do Centro de São Bernardo do Campo. Na data de inauguração, havia um busto de Costa e Silva nas dependências do estádio, logo retirado. Além deste nome, nos primeiros anos de história do estádio, o mesmo era conhecido como "Campo da Elni", por ter sido construído pela empresa têxtil homônima para recreação dos seus funcionários e pertenceu a ela até a falência da empresa.

## Infra-estrutura[carecede fontes?]
Atualmente o estádio possui os seguintes departamentos:
- Campo de futebol gramado, com capacidade para inicialmente 16.000 pessoas.
- 4 vestiários.
- 2 quadras de tênis, iluminadas.
- Sala para xadrez e damas.
- Alojamento embaixo das arquibancadas com:
  - 9 quartos com três beliches cada, 9 quartos para capacidade de 2 jogadores cada, além de academia, sala do treinador, departamento médico, fisioterapia, sala de TV e preleção, massagista, elevador e cozinha totalmente equipada, refeitório, sala de nutrição, depósito, vestiários e banheiros com chuveiros aquecidos a gás.